# Hartmann Münch de Münchenstein
Pour les articles homonymes, voir Münch.
Hartmann Münch de Münchenstein, né au XIVe siècle et mort le 12 mai 1424 à Muttenz, est un évêque de Bâle.

## Biographie
Né avant 1368, Hartmann Münch est le fils de Konrad Münch de Münchenstein, seigneur de Wartenberg, et de Catherine de Löwenberg. Il est prévôt de Saint-Pierre de Bâle puis de Moutier-Grandval. Il devient en 1390 chanoine de la cathédrale de Bâle, puis chantre en 1400.
Peu avant avril 1418, il est élu par le chapitre évêque de Bâle, et consacré à Genève par le pape Martin V. Mais il est trop âgé pour administrer lui-même le diocèse, et il résigne sa charge en septembre 1422.
Il meurt le 12 mai 1424 à Fröscheck, sur la commune de Muttenz.